# Afrolittorina
Afrolittorina is een geslacht van weekdieren uit de klasse van de Gastropoda (slakken).

## Soorten
- Afrolittorina acutispira (E. A. Smith, 1892)
- Afrolittorina africana (Krauss in Philippi, 1847)
- Afrolittorina knysnaensis (Krauss in Philippi, 1847)
- Afrolittorina praetermissa (May, 1909)